# 防犯偵探·榎本系列
《防犯偵探·榎本系列》（日语：／ Bouhan Tantei Enomoto Shirīzu ?），是貴志祐介以榎本径為主角的推理小說系列，由角川书店出版。
本系列於2012年被富士電視台改編成日本電視劇《上鎖的房間》，與該系列第三作的同名，由大野智主演。
而中國網站优酷於2018年亦賣下了IP權，翻拍為網劇上鎖的房間 (中國網劇)，於2019年第二季上架由金世佳和啜妮主演劇情為類似架構但全新創作。

## 小說

### 玻璃之鎚
- 單行本：2004年4月 角川書店
- 文庫本：2007年10月 角川文庫
- 中文版：2004年10月2日台灣角川

### 鬼火之家
- 單行本：2008年3月 角川書店
- 文庫本：2011年9月 角川文庫
- 中文版：2009年12月9日 台灣角川

### 上鎖的房間
- 單行本：2011年7月 角川書店
- 文庫本：2012年4月 角川文庫
- 中文版：2013年1月31日 台灣角川

### 神祕鐘殺人事件
- 單行本：2017年10月 角川書店
- 中文版：2018年12月5日 台灣角川

輯錄故事：慢性自殺 / 鏡之國兇殺案 / 神祕鐘殺人事件 / 可洛的鉤爪

## 未發表作品
- 二つの密室 (已改編成富士電視台SP電視劇)

## 主要角色
- 榎本 徑

防盜商店店主。
- 青砥純子

年輕新進女律師

## 電視劇
2012年4月16日至6月25日，富士電視台改編此系列小說製作的電視連續劇《上鎖的房間》在月九時段播出，劇名來自系列第三作的同名小說。由大野智主演。共演的有戶田惠梨香和佐藤浩市。與小說原作榎本径的「防盜店主」設定不同，電視劇對角色設定的一個很大的改動就是榎本径改在贊助商東京總合安全保安公司任職。另外原著小說作者貴志佑介也在EP3的劇中客串演出。
在2013年的特別SP中，辭職旅遊歸國的榎本徑自己開設了防盜商店，恢復了與原作相同的設定。
中國大陸網路劇，於2019年9月26日在優酷獨家播出。

## 外部連結
- 貴志祐介《上鎖的房間》特設網頁 （页面存档备份，存于）